# Franz Anton von Lamberg
Franz Anton von Lamberg, III principe di Lamberg (Steyr, 30 settembre 1678 – Vienna, 23 agosto 1759), è stato un principe, politico e generale austriaco.

## Biografia
Proveniente dalla nobile famiglia austriaca dei Lamberg, Franz Anton era figlio del governatore dell'Alta Austria, il conte Franz Joseph von Lamberg (1637–1712) e di sua moglie, la contessa Anna Maria von Trauttmansdorff (1642–1727). Inizialmente destinato alla carriera ecclesiastica, studiò a Roma insieme al fratello minore Josef Dominik (che poi divenne vescovo e cardinale). Nel 1695 divenne canonico a Passau con l'appoggio dello zio Johann Philipp von Lamberg, ma si dimise nel 1698 e compì un grand tour in Italia. Successivamente si arruolò nell'esercito e partecipò alla guerra di successione spagnola, combattendo poi contro i turchi e raggiungendo il grado di maggiore generale (1716). Lasciò il servizio militare attivo nel 1725. Divenne quindi ciambellano imperiale e successivamente consigliere privato dell'imperatore. Dopo il 1740, ricoprì la carica Oberststallmeister dell'imperatrice vedova Elisabetta Cristina e ricevette l'Ordine del Toson d'oro nel 1744. Accumulò  numerosi incarichi onorifici come quelli di cameriere ereditario dell'arcivescovo di Salisburgo e di maresciallo del vescovo di Passau.
Quando suo fratello maggiore Leopold Matthias morì nel 1711, ereditò da lui il feudo di Steyr in Austria, e da suo zio Johann Philipp nel 1712 ricevette diversi possedimenti in Boemia. Alla morte  di suo padre nel 1712 ereditò il titolo di principe, oltre al langraviato di Leuchtenberg che suo fratello aveva ottenuto in confisca dai Wittelsbach durante la guerra di successione spagnola. A tale titolo dovette rinunciare nel 1714 quando il possedimento tornò alla Baviera come parte degli accordi della pace di Rastatt.
Il principe Franz Anton morì a Vienna nel 1759 all'età di 80 anni e fu sepolto nella chiesa degli Agostiniani della capitale.

## Matrimoni e figli
Franz Anton si sposò tre volte. La prima fu nel 1713 nella cattedrale di Vienna con la principessa Luisa Ernestina di Hohenzollern-Hechingen (1690–1720), figlia del feldmaresciallo imperiale principe Federico Guglielmo di Hohenzollern-Hechingen. La coppia ebbe i seguenti figli:
- Karl Friedrich Franz Philip August Ignats (18 gennaio 1714 - 19 dicembre 1716)
- Maria Aloysia Rosina Cecilia Lucia Ludovica Franziska (14 dicembre 1718 - 27 marzo 1796, Vienna), sposò il 10 novembre 1737 il conte Franz Joseph von Plettenberg-Witem (1714 – 1779)

Rimasto vedovo dopo la morte della prima moglie, si risposò nel 1721 con la contessa Marie Aloisia von Harrach (1702–1775), figlia del conte Aloys Thomas Raimund von Harrach, viceré di Napoli. La coppia ebbe i seguenti figli:
- Franz Joseph Anton (14 marzo 1722 - 1735)
- Alois Joseph Friedrich (5 marzo 1724 - c. 1740)
- Johann Joseph Philip (17 maggio 1726 - 1740)
- Maria Rosa Josepha (1728 - 1790), sposò in prime nozze nel 1752 il barone Joseph Maria Niklas von Neuhaus († 1758); in seconde nozze il 18 settembre 1760 sposò il conte Leopold Erhard von Haller (n. 1730)
- Johann Anton Franz Xaver (14 marzo 1733 - 27 settembre 1736)
- Maria Elizabeth (14 luglio 1734 - 1793), suora clarissa
- Johann Nepomuk Friedrich Joseph Nepomuk (24 febbraio 1737 - 15 dicembre 1797), IV principe di Lamberg, sposò la contessa Maria Anna von Trauttsonn (1743-1790), figlia del conte Johann Wilhelm von Trautsson e della contessa Maria Franziska von Mansfeld-Forderort

Rimasto vedovo anche della seconda moglie, Franz Anton si risposò una terza volta a Torino con la principessa Maria Violante Turinetti (n. 8 settembre 1689, Torino), figlia del principe Ercole Ludovico Turinetti di Priero (1658 – 1726) e di Diana Francesca Maria di Saluzzo Spinola († 1733 ). La coppia non ebbe figli.

## Albero genealogico
|                                                                 |                                       |                                                     | Genitori                                     |  |  | Nonni |  |  | Bisnonni                                           |  |  | Trisnonni                                   |  |
|                                                                 |                                       |                                                     |                                              |  |  |       |  |  | Georg Sigismund von Lamberg, III barone di Lamberg |  |  | Sigismund von Lamberg, II barone di Lamberg |  |
|                                                                 |                                       |                                                     |                                              |  |  |       |  |  | Georg Sigismund von Lamberg, III barone di Lamberg |  |  | Sigismund von Lamberg, II barone di Lamberg |  |
|                                                                 |                                       | Siguna Eleonore Fugger                              |                                              |  |  |       |  |  | Georg Sigismund von Lamberg, III barone di Lamberg |  |  |                                             |  |
| Johann Maximilian von Lamberg, I conte di Lamberg               |                                       |                                                     |                                              |  |  |       |  |  | Georg Sigismund von Lamberg, III barone di Lamberg |  |  |                                             |  |
|                                                                 |                                       | Giovanna della Scala                                | Anselmo Vermundo della Scala                 |  |  |       |  |  |                                                    |  |  |                                             |  |
|                                                                 |                                       | Giovanna della Scala                                | Anselmo Vermundo della Scala                 |  |  |       |  |  |                                                    |  |  |                                             |  |
|                                                                 |                                       | Giovanna della Scala                                | Elisabeth von Thurn                          |  |  |       |  |  |                                                    |  |  |                                             |  |
| Franz Joseph von Lamberg, II conte di Lamberg                   |                                       | Giovanna della Scala                                |                                              |  |  |       |  |  |                                                    |  |  |                                             |  |
|                                                                 |                                       | Georg von Wrbna und Freudenthal                     | Hynek von Wrbna und Freudenthal              |  |  |       |  |  |                                                    |  |  |                                             |  |
|                                                                 |                                       | Georg von Wrbna und Freudenthal                     | Hynek von Wrbna und Freudenthal              |  |  |       |  |  |                                                    |  |  |                                             |  |
|                                                                 |                                       | Georg von Wrbna und Freudenthal                     | Rebekka Wirbinsky                            |  |  |       |  |  |                                                    |  |  |                                             |  |
| Maria Judith Johanna Eleonora Rebekka von Wrbna und Freudenthal |                                       | Georg von Wrbna und Freudenthal                     |                                              |  |  |       |  |  |                                                    |  |  |                                             |  |
|                                                                 |                                       | Helene von Wrbna und Freudenthal                    | Albrecth von Wrbna und Freudenthal           |  |  |       |  |  |                                                    |  |  |                                             |  |
|                                                                 |                                       | Helene von Wrbna und Freudenthal                    | Albrecth von Wrbna und Freudenthal           |  |  |       |  |  |                                                    |  |  |                                             |  |
|                                                                 |                                       | Helene von Wrbna und Freudenthal                    | Johanna von Sedlnitzky von Choltitz          |  |  |       |  |  |                                                    |  |  |                                             |  |
| Franz Anton von Lamberg, III principe di Lamberg                |                                       | Helene von Wrbna und Freudenthal                    |                                              |  |  |       |  |  |                                                    |  |  |                                             |  |
|                                                                 | Maximilian von und zu Trauttmansdorff | Johann Friedrich von Trauttmansdorff                |                                              |  |  |       |  |  |                                                    |  |  |                                             |  |
|                                                                 | Maximilian von und zu Trauttmansdorff | Johann Friedrich von Trauttmansdorff                |                                              |  |  |       |  |  |                                                    |  |  |                                             |  |
|                                                                 | Maximilian von und zu Trauttmansdorff | Eva von Trauttmansdorff                             |                                              |  |  |       |  |  |                                                    |  |  |                                             |  |
| Adam Matthias von Trauttmansdorff-Weinsberg                     | Maximilian von und zu Trauttmansdorff |                                                     |                                              |  |  |       |  |  |                                                    |  |  |                                             |  |
|                                                                 |                                       | Mária Zsófia Pálffy ab Erdöd                        | Miklós Pálffy Erdöd, I conte Pálffy de Erdöd |  |  |       |  |  |                                                    |  |  |                                             |  |
|                                                                 |                                       | Mária Zsófia Pálffy ab Erdöd                        | Miklós Pálffy Erdöd, I conte Pálffy de Erdöd |  |  |       |  |  |                                                    |  |  |                                             |  |
|                                                                 |                                       | Mária Zsófia Pálffy ab Erdöd                        | Maria Magdalena Fugger-Kirchberg-Weißenhorn  |  |  |       |  |  |                                                    |  |  |                                             |  |
| Anna Maria von Trautmannsdorf-Weinsberg                         |                                       | Mária Zsófia Pálffy ab Erdöd                        |                                              |  |  |       |  |  |                                                    |  |  |                                             |  |
|                                                                 |                                       | Jeroslav Wolfgang von Sternberg                     | Adam II von Sternberg                        |  |  |       |  |  |                                                    |  |  |                                             |  |
|                                                                 |                                       | Jeroslav Wolfgang von Sternberg                     | Adam II von Sternberg                        |  |  |       |  |  |                                                    |  |  |                                             |  |
|                                                                 |                                       | Jeroslav Wolfgang von Sternberg                     | Eva von Lobkowicz                            |  |  |       |  |  |                                                    |  |  |                                             |  |
| Eva Johanna von Sternberg                                       |                                       | Jeroslav Wolfgang von Sternberg                     |                                              |  |  |       |  |  |                                                    |  |  |                                             |  |
|                                                                 |                                       | Maximiliana Dominika Veronika Švihovský z Rýzmberka | Friedrich Švihovský z Rýzmberka              |  |  |       |  |  |                                                    |  |  |                                             |  |
|                                                                 |                                       | Maximiliana Dominika Veronika Švihovský z Rýzmberka | Friedrich Švihovský z Rýzmberka              |  |  |       |  |  |                                                    |  |  |                                             |  |
|                                                                 |                                       | Maximiliana Dominika Veronika Švihovský z Rýzmberka | Johanka Švihovský z Rýzmberka                |  |  |       |  |  |                                                    |  |  |                                             |  |
|                                                                 |                                       | Maximiliana Dominika Veronika Švihovský z Rýzmberka |                                              |  |  |       |  |  |                                                    |  |  |                                             |  |